# Championnat d'Islande de football 1953
Navigation
Saison précédente Saison suivante
La saison 1953 du Championnat d'Islande de football était la 42e édition de la première division islandaise. Le club de Þróttur Reykjavík participe pour la première fois au championnat de première division.
C'est l'IA Akranes qui remporte le championnat pour la 2e fois de son histoire, 2 ans après son premier titre.

## Les 6 clubs participants
- KR Reykjavik
- Fram Reykjavik
- Valur Reykjavik
- Vikingur Reykjavik
- Þróttur Reykjavík
- IA Akranes

## Compétition
La formule du championnat est modifiée cette année. Les six clubs inscrits sont répartis en deux groupes de trois où chaque équipe rencontre les deux autres une fois. Les vainqueurs des deux groupes se retrouvent pour la finale nationale. Tous les matchs ont eu lieu au stade Melavöllur à Reykjavik.
Le barème de points servant à établir le classement des groupes se décompose ainsi :
- Victoire : 2 points
- Match nul : 1 point
- Défaite : 0 point